# Distrito judicial de Pasco
El distrito judicial de Pasco es una división administrativa del Poder Judicial del Perú. Tiene como sede la ciudad de Cerro de Pasco y su competencia se extiende a las provincias de Pasco y Daniel Alcides Carrión.

## Historia
Los inicios de este distrito judicial se remontan a la creación de la Corte Superior de Justicia de Junín, la misma que fue creada el 30 de febrero de 1920 mediante Ley N° 4049 que, en el mismo acto, también creó la Corte Superior de Justicia de Lambayeque. Inicialmente, la competencia de esta corte se fijó sobre el territorio de los departamentos de Huánuco y Junín (que en ese momento incluía las provincias del actual departamento de Pasco y cuya capital era, precisamente, la ciudad de Cerro de Pasco). La corte se instaló en Cerro de Pasco el 15 de mayo de 1920 bajo el gobierno de Augusto B. Leguía y sus primeros vocales fueron los señores Oscar Blondet, Miguel A. Martínez, Bernardino León; el Fiscal y el fiscal fue el doctor Gerardo J. Lugo.
El 15 de enero de 1931 según decreto del presidente Luis Miguel Sánchez Cerro, la ciudad de Huancayo fue nombrada capital del departamento de Junín en reemplazo de Cerro de Pasco. Este cambio generó el establecimiento en Huancayo de las oficinas gubernamentales de nivel departamental como la Prefectura del departamento y la Corte Superior de Justicia.
El 20 de diciembre de 1935, durante el gobierno de Oscar R. Benavides, se creó el distrito judicial de Huánuco que incluiría dentro de su competencia a las provincias del departamento de Huánuco así como la provincia de Pasco que aún pertenecía al departamento de Junín. Desde entonces, el territorio de la provincia de Pasco (de la que luego se escindió la provincia de Daniel Alcides Carrión) fue parte de la competencia del distrito judicial con sede en Huánuco cuyo nombre sería "distrito judicial de Huánuco-Pasco". Posteriormente, el 17 de septiembre del 2004, mediante Resolución del Consejo Ejecutivo del Poder Judicial N° 168-2004-CE se creó el distrito judicial de Pasco y la Corte Superior de Justicia de Pasco escindiendo ambas provincias de la competencia de Huánuco y estableciendo una nueva sede en Cerro de Pasco.

## Conformación
El distrito judicial de Pasco contiene 20 dependencias judiciales incluyendo 2 salas superiores, 12 juzgados de primera instancia, 6 juzgados de paz letrados y diversos juzgados de paz en distintas partes del territorio de su jurisdicción.

## Jurisdicción
El distrito judicial de Pasco tiene jurisdicción sobre las provincias de Pasco y Daniel Alcides Carrión La provincia de Oxapampa es parte del distrito judicial de la Selva Central.